# Соколов, Александр Васильевич (правовед)
Александр Васильевич Соколов (1825—1875) — профессор гражданского права в Казанском университете.

## Биография
Происходил из духовного звания; родился в Казанской губернии 20 августа (1 сентября) 1825 года, в семье священника села Шемердяково в Ядринском уезде.
Учился в Казанской духовной семинарии и Казанском университете. После окончания в 1849 году со степенью кандидата и золотой медалью юридического факультета Казанского университета был командирован на два года в Дерптский университет для усовершенствования, под руководством профессора Отто, в римском праве, а затем ещё год практически знакомился с русским судопроизводством в Санкт-Петербурге — при Сенате.
Получив в Дерптском университете 23 июня 1853 года степень магистра правоведения и возвратившись в Казань, 9 июня 1854 года А. В. Соколов был избран и 2 октября утверждён адъюнктом по кафедре римского права, с поручением чтения истории римского законодательства. В 1856—1857 уч. году он также читал курс русских государственных законов, а после ухода из Казанского университета профессора Мейкова, с 24 июля 1858 года фактически возглавил кафедру римского права. Исполняющим должность экстраординарного профессора по этой кафедре он был утверждён 30 марта 1860 года, но через год, 27 февраля 1861 года перемещён на кафедру гражданского права. Летом 1861 года был в заграничной командировке. В октябре следующего года он был утверждён исполняющим должность ординарного профессора по кафедре гражданского права. В 1865—1874 годах он также преподавал по вакантной кафедре уголовного права и судопроизводства. Кроме этого, исполнял и другие обязанности; так, он в разное время был синдиком университета, секретарём и деканом юридического факультета.
Умер, будучи на службе, 4 (16) декабря 1875 года.